# Jenagra
Jenagra (gr. Γέναγρα, tur. Nergizli) – wieś na Cyprze, w dystrykcie Famagusta, 5 km na południowy zachód od Lefkoniko. Położona jest na terenie republiki Cypru Północnego.